# Dennis Haskins
Dennis Haskins (Chattanooga, 18 november 1950) is een Amerikaans acteur.

## Levensloop
Voordat Haskins beroepsacteur werd, hielp hij mee aan de promotie van concerten. Hij werkte samen met onder andere Earth, Wind & Fire en Tom Jones.
Haskins' carrière op televisie begon in het begin van de jaren 80. Hij had kleine rolletjes in bekende en minder bekende televisieseries. Enkele bekende series waarin Haskins gefigureerd heeft, zijn CHiPs, The Dukes of Hazzard, Magnum, P.I. en The New Twilight Zone.
Van 1987 tot en met 2000 was Haskins te zien als directeur Richard Belding in Saved by the Bell. Niet alleen was hij in de complete reeks (Good Morning, Miss Bliss, Saved by the Bell, Saved by the Bell: The College Years en Saved by the Bell: The New Class) te zien, maar ook had hij de rol van meneer Belding in de twee televisiefilms: Saved by the Bell: Hawaiian Style (1992) en Saved by the Bell: Wedding in Las Vegas (1994).
Sinds Saved by the Bell heeft Haskins geen succesvolle carrière meer kunnen behouden. Ik word altijd gezien als directeur Belding, zegt hij zelf. Toch is hij nog regelmatig te zien in verschillende films en televisieseries. Dit zijn kleinere rollen of gastoptredens, in de meeste gevallen als schoolhoofd of Mr. Belding. In de reboot Saved by the Bell uit 2020 is hij echter niet te zien.
- International Standard Name Identifier: 0000 0001 1475 010X
- Library of Congress Control Number: no2006099848
- Trove: 1456633
- Virtual International Authority File: 73615385
- WorldCat: E39PBJjmRGWcbTMgGRYjpPhvHC